# FTA-ABS
O FTA-ABS (sigla inglesa para fluorescent treponemal antibody absorption test) é um teste de imunofluorescência para confirmar o diagnóstico de sífilis usando anticorpos específicos contra a bactéria Treponema pallidum. É mais específico que o VDRL, mas não é específico para o diagnóstico de neurossífilis. O FTA-ABS, torna-se positivo antes e mantêm-se positivo por mais tempo que o VDRL. Outros treponemas, tais como T. pertenue, pode também produzir um positivo FTA-ABS. O ABS sufixo refere-se particularmente a uma etapa de processamento usado para remover inespecíficos antispirochetal anticorpos presentes no soro normal.
Em geral, esse teste tem duas funções:
1. Como um teste de confirmação de um resultado positivo depois de um resultado positivo para outro exame sensível (RPR ou VDRL).
2. Uma vez que o teste tem alto valor preditivo negativo é muito útil para excluir um diagnóstico de neurosífilis quando o resultado é negativo. Tanto com amostra de sangue como de LCR.

## Utilidade
Este teste não é útil para verificar o sucesso do tratamento, porque não diminui com o sucesso do tratamento da doença. O resultado continua a ser positivo por muitos anos após a primária de exposição.